# Philippe Bercovici
Pour les articles homonymes, voir Bercovici.
Philippe Bercovici (parfois crédité sous le pseudonyme Thélonius), né le 5 janvier 1963 à Nice (Alpes-Maritimes, France) est un dessinateur français de bande dessinée, principalement connu pour la série Les Femmes en blanc.

## Carrière
Philippe Bercovici commence à l'âge de treize ans en envoyant ses dessins au scénariste Raoul Cauvin. Ce dernier, séduit, lui propose de travailler pour le journal Spirou. L'année suivante, il illustre des chroniques et participe à la rubrique Carte blanche qui permet de publier de jeunes auteurs. Entre 1979 et 1981, il dessine, avec Raoul Cauvin au scénario, la série Les Grandes Amours contrariées dont un album sort en 1982. 
Toujours dans Spirou et avec Raoul Cauvin, il crée la série Les Femmes en blanc en 1981 et publie quelques planches dans le journal Aïe !. Il entame aussi une collaboration avec François Corteggiani avec qui il publie Robinson et Zoé dans Gomme !, Kostar le magnifique dans Circus, Barnabé, envoyé spécial et Big Bang Orchestra dans Je bouquine, Yann et Julie dans P'tit Loup, Grand Panic Circus dans Pif Gadget, Testar le Robot et Téléfaune édités directement en album respectivement chez Fleurus et Dargaud. Il publie aussi des planches dans un ouvrage collectif de la série Les Belles Histoires de l'oncle Paul et dessine pour diverses campagnes publicitaires.
En 1989, il dessine Leonid et Spoutnika sur un scénario de Yann pour le journal L'Instant et pour la maison d'édition Marsu Productions. Avec François Gilson et Gerrit de Jager, il crée en 1994 la série Cactus Club pour le journal Spirou. La même année, il dessine dans L'Écho des savanes la série Adam et Ève, le retour. Il anime aussi le journal Spirou en collaborant avec Zidrou sur la série Le Boss qui parodie le rédacteur en chef de l'hebdomadaire ; il utilise le pseudonyme de « Thelonius » pour dessiner les cent premières planches. En 1999, il réussit l'exploit de dessiner à lui tout seul un numéro entier de Spirou d'après les scénarios originaux de chaque série. En 2005, il reçoit un scénario pour dessiner une histoire de la série Donjon, mais le projet n'aboutit pas. L'année suivante, est créée la série Adostars pour Spirou avec Laurent Noblet, mais la série se révèle un échec commercial.
Il se lance dans l'humour plus polémique avec un album sur Oussama ben Laden scénarisé par le journaliste Mohamed Sifaoui, puis une autre sur Mahmoud Ahmadinejad. Avec Patrice Perna, il lance une série sur le camping-car à la demande de la maison d'édition 12 bis. La série est un échec et les auteurs ne conservent que deux des personnages pour une nouvelle série, Monique et Robert. Il collabore aussi avec la chaîne de télévision belge RTL-TVI où il réalise chaque jour des dessins humoristiques sur l'actualité. Avec son mentor Raoul Cauvin, il sort en 2011 un album sur le sport.

## Œuvres
L'œuvre de Philippe Bercovici comprend: 
- Les Grandes Amours contrariées, scénario Raoul Cauvin, Dupuis, coll. «Carte blanche», 1982.
- Robinson et Zoé, scénario de François Corteggiani, Glénat, 1984.
- Les Femmes en blanc, scénario Raoul Cauvin, Dupuis

1. Les femmes en blanc, 1986.
2. Gaze à tous les étages, 1987.
3. Superpiquées, 1987.
4. Les jeunes filles opèrent, 1988.
5. J'étais infirme hier, 1989.
6. Gai rire à tout prix, 1989.
7. Pinces, sang, rires, 1990.
8. Six foies neufs, 1991.
9. Piquées de grève, 1992.
10. Machine à coudre, 1992.
11. Sang dessus dessous, 1993.
12. Cœur d'artiste chaud, 1994.
13. En voie de disparition, 1995.
14. Des corps rompus, 1996.
15. Avant que le cor ne m'use !, 1996.
16. Elle met mal l'alèse, 1997.
17. Le drain sifflera trois fois, 1998.
18. Opération duo des nonnes, 1998.
19. L'aorte sauvage, 1999.
20. Je panse donc je suis, 2000.
21. Corps de garde, 2000.
22. Délivrez-nous du mâle, 2001.
23. Perles rares, 2002.
24. Si le cœur vous en dit, 2003.
25. Lésions étrangères, 2004.
26. Opération en bourse, 2005.
27. Viscères au poing, 2005.
28. Invité d'honneur, 2006.
29. Au diable la varice, 2007.
30. Overdose, 2008.
31. Rentabilité maximum, 2009.
32. Le chant du Panaris, 2010.
33. Sangsue alitée, 2011.
34. Lavez Maria, 2012.
35. Des lits de fuite, 2013.
36. Neuf mois de gros stress, 2014.
37. Un bacille heureux, 2015.
38. Potes de chambre, 2016.
39. Baby Boum !, 2017.
40. Soufflez !, 2018.
41. Traitement et sale air !, 2019.

- Les femmes en blanc présentent, scénario Raoul Cauvin, Dupuis

1. Les médecins légistes, 2011.
2. Les acupuncteurs, 2011.
3. Les dermatologues, 2011.
4. Les chirurgiens esthétiques, 2011.
5. Les dentistes, 2011.
6. Les rebouteux, 2011.

- Testar le Robot, scénario François Corteggiani, Fleurus.

1. Destination Duralex, 1987

- Silex et Boa, scénario de François Corteggiani, Glénat, coll. Concept.
- Léonid et Spoutnika, scénario Yann, Marsu Productions

1. Niet future !, 1990.
2. Papa, maman, Lénine et moi, 1991.
3. Pour une poignée de roubles, 1992.
4. Pour quelques kopecks de plus, 1993.
5. American Graffitof, 1994.

- Le Grand panic circus, scénario de François Corteggiani, Dupuis

1. Sots périlleux, 1991.
2. L'abysse aux étoiles, 1992.

- Téléfaune, scénario de François Corteggiani, Dargaud

1. Cocus c'est vous !, 1993.

- Veni vidi Bercovici, Bédéscope, 1992

1. Ras les masques, 1994.

- Julie et Jo, scénario Yvan Delporte, Axion, 1994.
- Et Dieu créa Eve... ah oui, et Adam aussi, scénario Gerrit de Jager,  Albin Michel, coll. l'Écho des savanes, 1997.
- Cactus Club, scénario de François Gilson, Dupuis

1. Chaud devant, 1997.
2. Plage cinq étoiles, 1998.
3. Tout baigne!, 1999.
4. Bikini surprise, 2000.
5. Écran total, 2001.
6. Sea sex and surf, 2002.
7. Bronzage infernal, 2003.
8. Plein la vue, 2004.
9. Le Tube de l'été, 2005.

- Yann et Julie, scénario François Corteggiani, Bamboo, coll. Bamboo Kids

1. La vie en Rosse, 2000[6].
2. Vague à l'Âne, 2000.

- Le Boss, scénario Zidrou, éd.Dupuis

1. C'est moi!, 2000.
2. On vous écrira!, 2000.
3. www.le-boss.com, 2001.
4. Merci patron!, 2002.
5. Signez ici!, 2003.
6. Des sous, 2004.
7. Délocalisons!, 2005.
8. Les Dérapages du boss, Le Coffre à BD, 2007.

- L'Ensexyclopédie, scénario  Jean-Michel Thiriet, Albin Michel, 2003[7].
- Lo & Co, scénario Falzar, Vivio, 2004.
- Game Over Blork Raider planches G19 et G20, 2004
- Père Noël & Fils, scénario Bob de Groot, éd.Glénat, coll. Paris-Bruxelles

1. Bulles de Noël, 2006.
2. Cadeau d'enfer, 2007.
3. Décompte de Noël, 2008

- Les entretiens singuliers de job et coach, scénario Xavier Fauche, Une bulle en plus, 2006
- Les Deschamps, scénario Zépo, Vents d'Ouest, col. Humour

1. Maison avec Jardin, 2006.
2. Ca décore un max !, 2007.

- Adostars, scénario Laurent Noblet, Dupuis

1. Presque célèbres, 2007.
2. Toujours pas célèbres ?, 2008.
3. J'habite chez un ado !, 2009

- Le Flagada, scénario Zidrou, Glénat, coll.Paris-Bruxelles

1. Le dernier des flagada, 2008
2. L'île recto-verso, 2009

- Camping Car, scénario Pat Perna, 12 bis

1. Globe-trotter, 2008
2. Tome 2, 2009
3. Tome 3, 2010

- Ben Laden dévoilé, scénario Mohamed Sifaoui, 12 bis, 2009[8]
- Ahmadinejad atomisé, scénario Mohamed Sifaoui, 12 bis, 2010
- Robert Parker : Les sept pêchés capiteux, scénario Simmat, 12 bis, 2010
- Monique & Robert, scénario Pat Perna, 12 bis

1. Champions de la bêtise ordinaire, 2011

- Les Caves du CAC40 : Les dix commandements du vin, scénario Simmat, 12 bis, 2011
- J'aurais voulu faire président, scénario de Legrand, éd.12bis, 2011
- À vendre, scénario de Dal, Dupuis, 2011

1. Vie et mœurs de l'agent immobilier, 2012

- Ce qu'il faut savoir avant de pratiquer des sports de compétition, scénario Raoul Cauvin, éd.Dupuis, 2012
- Champagne !, scénario de Simmat, éd.12bis, 2012
- Chers Voisins, scénario de Dal, Dupuis, 2012
- Fais pas ci, fais pas ça, scénario de Dal, Dupuis, 2012
- La Gauche bling-bling, scénario de Mantoux et Simmat, Dupuis, 2012
- Paris vaut bien un cheikh, scénario de Arnaud Ramsay, éd.12bis, 2013[9]
- Les Entreprises Libérées, scénario Benoist Simmat, Les Arènes BD, 2016
- L'incroyable histoire de la médecine, scénario Jean-Noël Fabiani, Les Arènes BD, 2018
- L'incroyable histoire de la littérature française, scénario Catherine Mory, Les Arènes BD, 2019
- La franc-maçonnerie dévoilée, scénario Arnaud de la Croix, Le Lombard, 2020[10]
- L'incroyable histoire de l'immortalité, scénario Benoist Simmat, Les Arènes BD, 2021
- L'incroyable histoire de la géographie, scénario Benoist Simmat et Jean-Robbert Pitte, Les Arènes BD, 2021
- L'Affaire Tartuffe. Molière interdit, scénario Catherine Mory, Editions du Seuil, 2022
- La véritable histoire du Moyen âge, scénario Arnaud de la Croix, Le Lombard, 2022[11]
- L'incroyable histoire de la mythologie grecque, scénario Catherine Mory, Les Arènes BD, 2023[12]
- L'incroyable histoire des sciences, co-écrit avec Cédric Villani, Didier Convard et Pierre Boisserie, Les Arènes BD, 2023

#### Ouvrages
- Patrick Gaumer, Dictionnaire mondial de la bande dessinée, Tours, Larousse, janvier 2001, 880 p. (ISBN 2-03-505 162-2)

#### Magazine
- « Bercovici ! », BoDoï, no 12,‎ 2004-2005, p. 47 (ISSN 1284-442X)
- Henri Filippini, « Camping-car, t. 1 : roulez jeunesse », dBD, no 27,‎ octobre 2008, p. 83.